# Braunstirnspecht

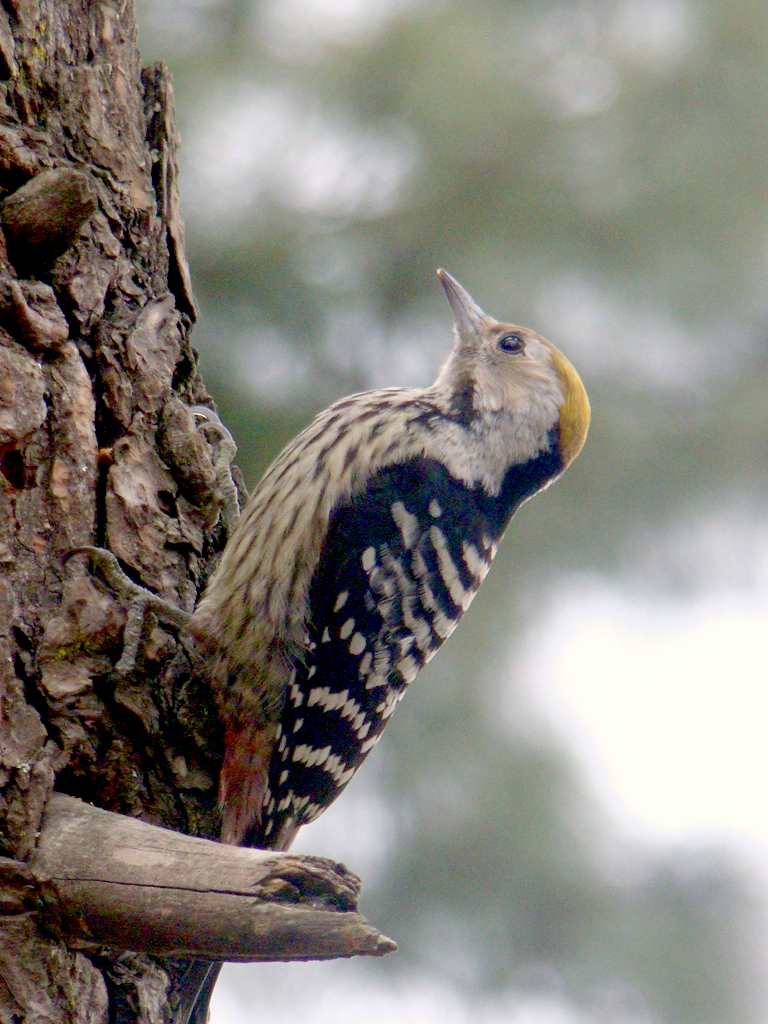
Weibchen

Der Braunstirnspecht (Dendrocoptes auriceps, Syn.: Leiopicus auriceps; Dendrocopos auriceps) ist eine Vogelart aus der Familie der Spechte (Picidae).
Der Vogel kommt auf dem Indischen Subkontinent vor in Belutschistan, von Nuristan östlich bis Nordindien und Nepal.
Der Lebensraum umfasst tropischen oder subtropischen Wald und trockenen Bergwald, auch Sekundärwald, gerne Koniferen, Kiefern und Eichen meist von 1000 bis 2400, seltener bis 3000 m Höhe. In höheren Lagen wird die Art abgelöst durch den Himalajaspecht (Dendrocopos himalayensis).
Das Artepitheton kommt von lateinisch aurum ‚Gold‘ und lateinisch caput ‚Kopf‘.

## Merkmale
Der Vogel ist 19 bis 20 cm groß und wiegt 37 bis 50 g. Das Männchen ist matt braun bis gelbbraun an Stirn und Vorderscheitel, die Scheitelmitte ist gelblich, der Nacken orange-rot, dahinter schwarz. Der übrige Kopf ist weiß mit graubraunen Federspitzen an den Ohrdecken, mit deutlichem schwarzem Bartstreif, weißem Kinn und grau bis braun schattierter Kehle. Die Oberseite ist weiß gebändert, die Flügeldecken haben breite weiße Spitzen, die braun bis schwärzlichen Flugfedern tragen weiße Binden. Die Schwanzoberseite ist schwarz, die äußeren Steuerfedern sind weiß gebändert. Die Unterseite ist weiß, an Brust und Flanken gelb überhaucht mit breiten schwarzen Streifen auf der Brust, weniger ausgeprägt in Richtung Unterschwanzdecken. Der mittellange Schnabel hat eine angedeutete meißelförmige Spitze, ist schiefergrau bis bläulich und an der Basis blasser. Die Iris ist rotbraun bis rot, die Beine sind grünlich- bis schiefergrau.
Die Art unterscheidet sich vom Isabellbrustspecht (Dendrocopos macei) durch kürzeren Schnabel, gelben Scheitel und kräftigere Streifen auf der Unterseite, vom Gelbscheitelspecht (Leiopicus mahrattensis) durch mattere Scheitelfärbung, dunkleren Bartstreif, rote Unterschwanzdecken, ist außerdem etwas größer.
Das Weibchen unterscheidet sich durch die Kopfzeichnung mit matter gelbem Scheitel, gelegentlich mit etwas Orange oder Grün bis zum Nacken. Die Augen sind weniger deutlich rot. Jungvögel mit blasser gefärbt, haben braune Ohrdecken, sind auf der Unterseite grauer.
Die Art ist monotypisch und schließt die Unterart (Ssp.) incognitus mit ein.

## Stimme
Der Ruf wird als „chick“ oder „peek“, quäkender als der des Himalajaspechtes (Dendrocopos himalayensis), ähnlich dem des Rostbauchspechtes (Dendrocopos hyperythrus) beschrieben, auch als „chitter-chitter-chitter-r-r-rh“ oder „cheek-cheek-cheek-rrrr“. Der Vogel trommelt regelmäßig während der Balzzeit.

## Lebensweise
Die Nahrung besteht aus Insekten, hauptsächlich Schmetterlingsraupen und aus Früchten sowie Kiefernsamen, die allein, paarweise oder in gemischten Jagdgemeinschaften fast ausschließlich auf Bäumen oder in Büschen gesucht werden.
Die Brutzeit liegt zwischen April und Juli. Die Nisthöhle wird in einem abgestorbenen Stamm oder in einem dicken Ast meist unterhalb von 8 m erstellt. Das Gelege umfasst 3 bis 5 Eier. Die Küken werden von beiden Elternvögeln versorgt.

## Gefährdungssituation
Die Art gilt als nicht gefährdet (Least Concern).